# Titus Didius
Titus Didius var en romersk general och politiker. Han är mest känd för att ha låtit restaurera Villa Publica i Rom och för sin tid som pro-konsul i Hispania Citerior.
Titus Didius inledde sin politiska bana som plebejernas tribun 103 f.Kr. och valdes till praetor 101 f.Kr. Under denna perioden kämpade han också i Macedonia och kuvade skordiskerna vilket ledde till att han mottogs i triumf när han kom tillbaka till Rom 100 f.Kr. Didius valdes till konsul tillsammans med Quintus Caecilius Metellus Nepos år 98 f.Kr. Bland hans politiska gärningar kan nämnas förbudet mot påhängslagar. 
År 97 f.Kr. - 93 f.Kr. var han prokonsul i Hispania Citerior, och under nästan hela den här tiden förde han krig mot keltibererna. Han vann många segrar; dödade 20 000 arevacer, kuvade staden Termes och belägrade Colenda. Hans agerande beskrivs som exceptionellt grymt. 
Efter sin period som prokonsul var Titus Didius legat i bundsförvantskriget, först under Lucius Julius Caesar (90 f.Kr.), sedan under Lucius Porcius Cato och Sulla 89 f.Kr.. Kort tid efter att han erövrat Herculaneum dog han i strid den 11 juni 89 f.Kr.